# 落合正義
落合 正義（おちあい まさよし、1910年6月3日 - 1939年12月30日）は、日本の陸上競技選手。

## 経歴
現在の島根県安来市広瀬町生まれ。浪華商業学校（現在の大阪体育大学浪商中学校・高等学校）卒業、明治大学に進む。
1932年の日本陸上競技選手権大会の男子ハンマー投で優勝。1932年ロサンゼルスオリンピックに出場し、男子ハンマー投げで12位。ロス五輪で同じくハンマー投げ代表選手の長尾雄治も明治大学の学生で、古山一郎とともに「明大のハンマートリオ」と呼ばれていたという
明治大学卒業後は、名古屋市で運動公園管理者として働く。1938年9月、松江の歩兵第63連隊に入隊。日中戦争が勃発すると第110師団衛生隊陸軍上等兵として北支へ出征。1939年12月に河南省で戦死した。29歳没。